# Hermann Woldt
Hermann Woldt (* 1684 in Lübeck; † 6. November 1756 ebenda) war ein Kaufmann und Ratsherr der Hansestadt Lübeck.

## Leben

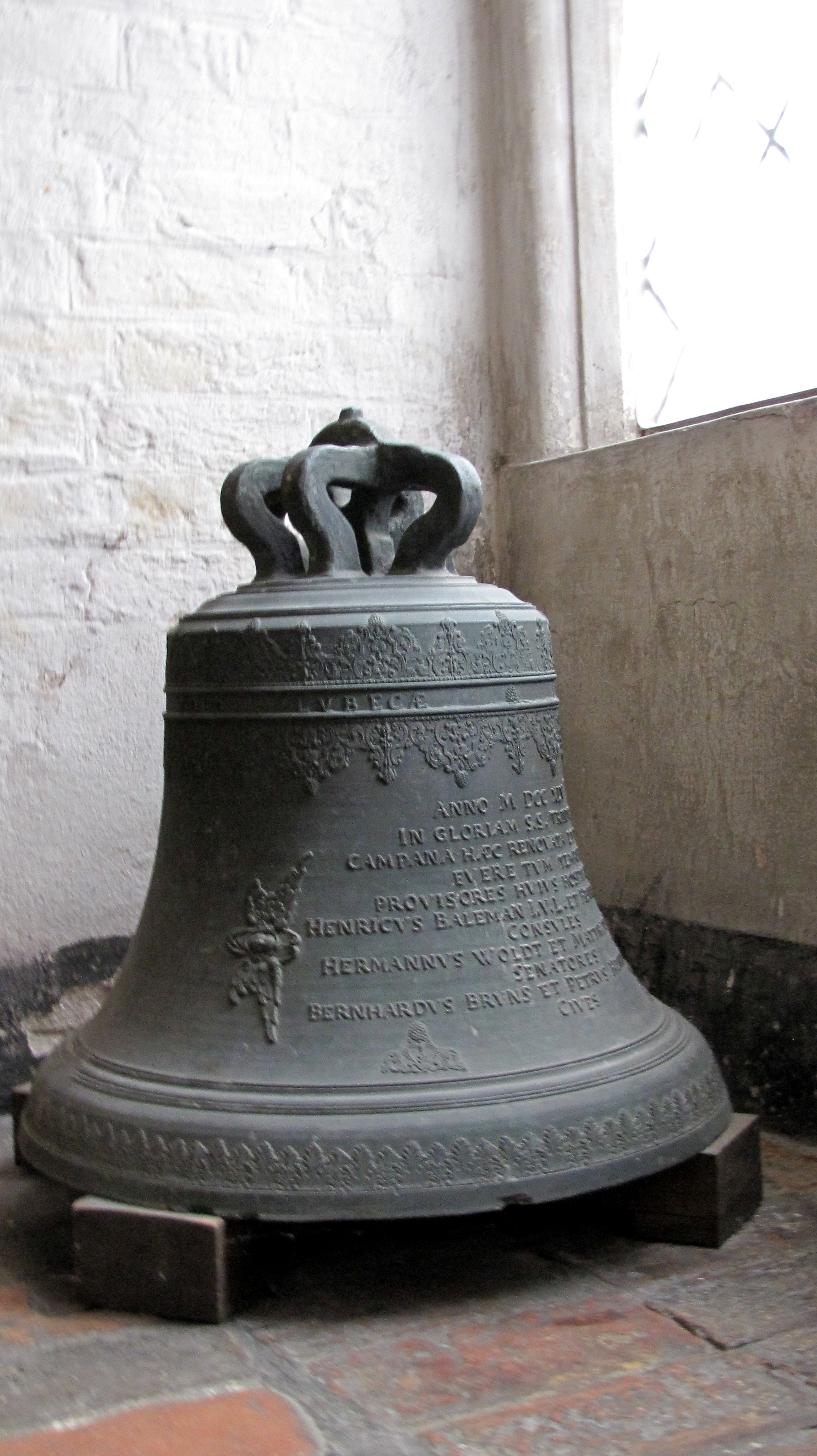
Große Glocke des Heiligen-Geist-Hospitals von 1745 mit Inschriften der Vorstände Balemann und Woldt

Hermann Woldt war Sohn des Lübecker Ratsherrn Heinrich Woldt. Er war Mitglied der Kaufleutekompagnie und wurde auf deren Vorschlag 1732 in den Lübecker Rat erwählt. 1736 war er gemeinsam mit dem Lübecker Bürgermeister Heinrich Balemann Kirchenvorsteher der Lübecker Marienkirche; beide stifteten ihr eine Taufkanne aus Silber. In seine Amtszeit als Ratsherr fällt die von der Bürgerschaft erzwungene Selbstergänzung des Lübecker Rates 1739. 1745 ließ er gemeinsam mit dem Heinrich Balemann, Heinrich Rust und Mattheus Rodde als Vorstehern die große Glocke des Heiligen-Geist-Hospitals durch den Ratsgießer Lorenz Strahlborn bzw. dessen Sohn Dietrich im Ratsgießhaus umgießen. Wegen Insolvenz trat er am 30. August 1748 als Ratsherr zurück.
Er war verheiratet mit Elisabeth (Elsabe) Marie, geb. Wolffradt. Eine Tochter des Paares, Henrietta, heiratete den Pastor und Senior Adde Bernhard Burghardi.